# Conilhac-Corbières
Conilhac-Corbières är en kommun i departementet Aude i regionen Occitanien  i södra Frankrike. Kommunen ligger  i kantonen Lézignan-Corbières som ligger i arrondissementet Narbonne. År 2022 hade Conilhac-Corbières 947 invånare.

## Befolkningsutveckling
Antalet invånare i kommunen Conilhac-Corbières
Referens: INSEE